# ریزهاگ

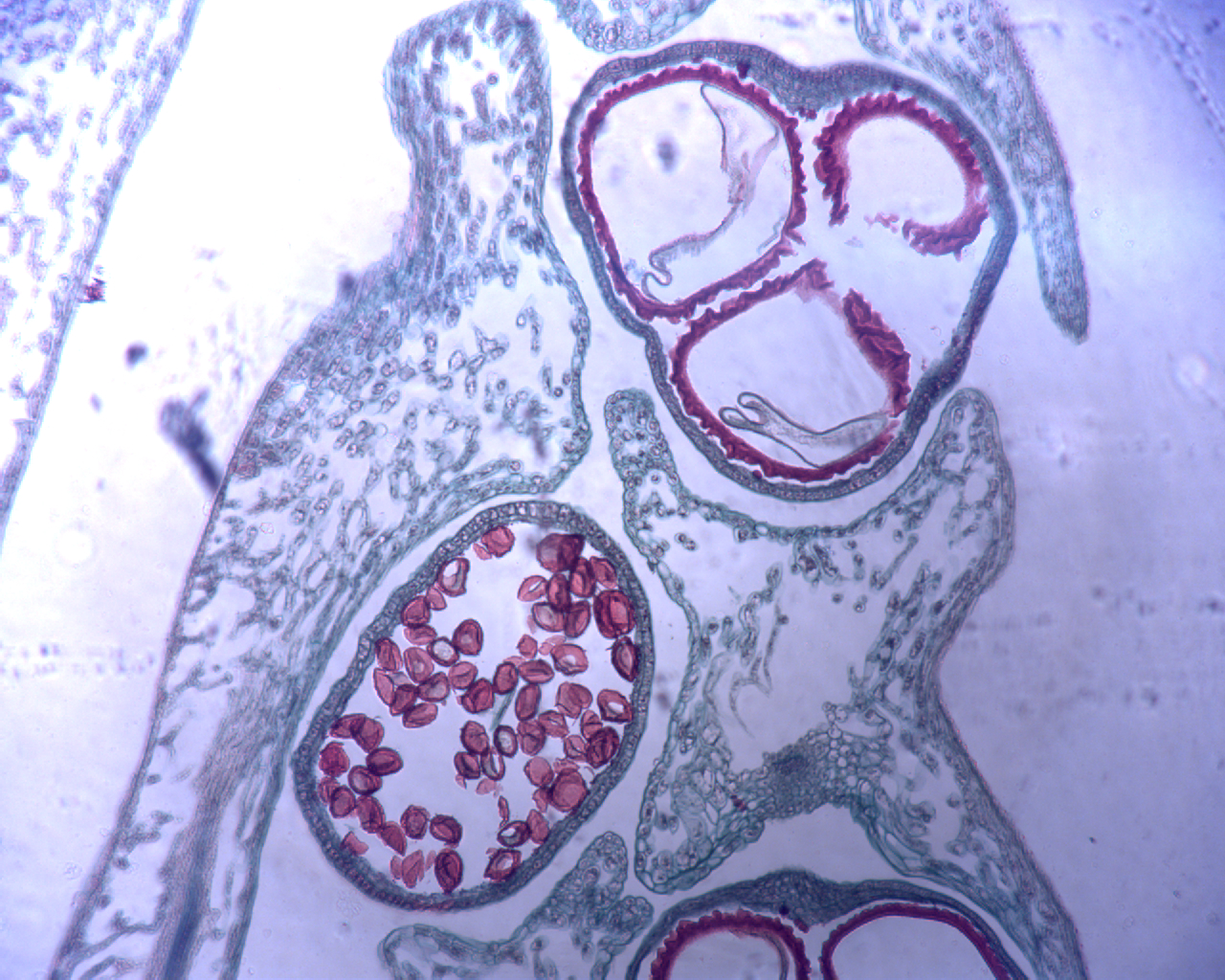
عکس میکروسکوپی از هاگ (به رنگ قرمز) علف خوک. سه هاگ بزرگ در بالا بزرگ‌هاگ هستند در حالی که تعداد زیادی هاگ قرمز کوچک‌تر در پایین کوچک‌هاگ هستند.

ریزهاگ یا کوچک‌هاگ (انگلیسی: Microspore)، هاگ‌های رویان‌داران هستند که به گامتوفیت‌های نر تبدیل می‌شوند، در حالی که بزرگ‌هاگ به گامتوفیت‌های ماده تبدیل می‌شوند. گامتوفیت نر باعث تولید سلول‌های اسپرم می‌شود که برای لقاح سلول تخمک برای تشکیل زیگوت استفاده می‌شود. بزرگ‌هاگ ساختارهایی هستند که بخشی از تناوب نسل‌ها در بسیاری از نهان‌زادان آوندی بی‌بذر، همه بازدانگان و همه نهاندانگان هستند. گیاهان با چرخه زندگی هتروسپور (Heterospory) با استفاده از کوچک‌هاگ و بزرگ‌هاگ به‌طور مستقل در چندین گروه گیاهی در طول دوونین به‌وجود آمدند. کوچک‌هاگ هاپلوئید هستند و از میکروسپوروسیت‌های دیپلوئیدی توسط میوز تولید می‌شوند.